# Serra de la Guàrdia (la Vansa i Fórnols)
La Serra de la Guàrdia és una serra situada al municipi de la Vansa i Fórnols a la comarca de l'Alt Urgell, amb una elevació màxima de 1.875 metres.